# Svinö, Pargas
Svinö är en ö i Finland. Den ligger i Skärgårdshavet och i kommunen Pargas i den ekonomiska regionen  Åboland i landskapet Egentliga Finland, i den sydvästra delen av landet. Ön ligger omkring 14 kilometer söder om Åbo och omkring 150 kilometer väster om Helsingfors.
Öns area är 19,3 hektar och dess största längd är 0,7 kilometer i sydöst-nordvästlig riktning. Ön höjer sig omkring 45 meter över havsytan. I omgivningarna runt Svinö växer i huvudsak barrskog.